# Alytus apskritis
Alytus apskritis (litauisk: Alytaus apskritis) var et af 10 apskritys i Litauen. Alytus apskritis havde et indbyggertal på 173.421(2010), og et areal på 5.425 km². Alytus apskritis havde hovedsæde i byen Alytus, der også var den største by.
Apskritys som administrative enheder blev nedlagt ved en reform 1. juli 2010, siden da har Alytus apskritis været en territorial og statistisk enhed.